# مارک بینی
مارک بینی (انگلیسی: Mark Beeney؛ زادهٔ ۳۰ دسامبر ۱۹۶۷) بازیکن فوتبال اهل بریتانیا است.
از باشگاه‌هایی که در آن بازی کرده‌است می‌توان به باشگاه فوتبال لیدز یونایتد، باشگاه فوتبال دونکستر راورز، باشگاه فوتبال گیلینگام، باشگاه فوتبال سیتینگبورو، باشگاه فوتبال مایدستون یونایتد، باشگاه فوتبال برایتون اند هوو آلبیون، و باشگاه فوتبال دوور اتلتیک اشاره کرد.
وی همچنین در تیم ملی فوتبال England C بازی کرده‌است.